# Pirret
Pirret (deutscher Titel: Schmetterlinge) ist ein schwedisch-finnischer Kinderfilm aus dem Jahr 2007. Die Filmpremiere fand am 26. Oktober 2007 statt. Die DVD-Veröffentlichung war am 26. März 2008. In Deutschland wurde der Film bisher nicht veröffentlicht.

## Handlung
Die 5-jährige Sara wird oft von anderen Kindern geärgert, man stiehlt ihre Mütze und zerstört Dinge, die sie gebastelt hat. Saras Mutter hat kaum Zeit für sie, da sie immer arbeiten muss. Aber es gibt etwas, das Sara von anderen Kindern unterscheidet. Es gibt Dinge, z. B. Sternschnuppen und Seifenblasen, die in ihrem Magen ein Kribbeln hervorrufen. Wenn sie dieses Kribbeln spürt, kann sie fliegen. „Ich fliege“, bemerkt sie zufrieden, während ihre Mutter sich Sorgen macht, welche Krankheit sich hinter diesem Phänomen verbergen könnte.
Am Anfang glaubt ihr natürlich niemand, dass sie fliegen kann, sondern man sieht in ihr nur ein Kind mit lebhafter Phantasie. Als sich aber zeigt, dass sie wirklich fliegen kann, überweist sie der Hausarzt ins Krankenhaus. Dort gibt es die beiden bösartigen Ärzte Dr. Näslund und Dr. Kropp, die sie dazu bringen wollen, zu fliegen, um den Nobelpreis zu bekommen.
Die Professoren reiben sich die Hände vor Freude, dieses einzigartige Kind untersuchen zu können, aber trotz umfassender Untersuchungen und auch durch ein Schichtröntgen des Gehirns gelingt es nicht, das spezielle Kribbeln zu finden.

## Kritik
In der Auswertung der schwedischen Filmkritiken ergibt sich für Pirret laut der Webseite kritiker.se eine Bewertung von 3,3 von 5. Die Bewertungen der größeren Zeitungen liegen bei 3 von 5 (Aftonbladet, Expressen, Göteborgs-Posten), 4 von 5 (Dagens Nyheter) bzw. 5 von 5 (Svenska Dagbladet).

## Festivals
Der Film wurde unter anderem 2008 auf dem internationalen Kinder- und Jugendfilmfestival in Malmö, BUFF Filmfestival, sowie beim Filmfest Hamburg gezeigt, wo der Film auch ausgezeichnet wurde. Darüber hinaus wurde der Film in der offiziellen Auswahl des  Toronto International Film Festival for Children gezeigt.